# Peter Cetera (álbum)
| Críticas profissionais | Críticas profissionais |
| Avaliações da crítica  | Avaliações da crítica  |
| Fonte                  | Avaliação              |
| ---------------------- | ---------------------- |
| AllMusic               | [ 1 ]                  |

Peter Cetera, lançado em 1981,  é o primeiro álbum solo do cantor norte-americano Peter Cetera, ex-membro e vocalista da banda Chicago. Inclui o sucesso "Livin' In The Limelight".

## Faixas
Todas as canções foram escritas por Peter Cetera.
1. "Livin 'In The Limelight" - 4:22
2. "I Can Feel It" (Cetera, Fataar, Wilson) - 3:11
3. "How Many Times" - 4:23
4. "Holy Moly" - 4:27
5. "Mona Mona" - 3:21
6. "On The Line" - 4:03
7. "Not Afraid To Cry" - 3:29
8. "Evil Eye" - 2:36
9. "Practical Man" - 3:53
10. "Ivy Covered Walls" - 3:57

Peter Cetera alcançou o posto #143 na lista de álbuns pop da Billboard.